# Deutsche Welle
Deutsche Welle (DW) (português: Onda alemã) é uma empresa pública de radiodifusão da Alemanha, com sedes em Bonn e Berlim, que transmite para o exterior programas de rádio, além de oferecer uma programação televisiva e um amplo portal de conteúdo online em 30 línguas. A Deutsche Welle é o equivalente alemão a redes de notícias como a BBC World, por exemplo, e é membro da rede pública de televisão ARD. Seu slogan é: Aus der Mitte Europas ("Do coração da Europa", em português). Atualmente é a 10º maior emissora do mundo.

A DW está no ar desde 3 de maio de 1953. Até 2003, a sede da organização ficava na cidade de Colônia. Foi na ocasião de seu 50º aniversário (com cerimônia oficial em 27 de junho de 2003) que a emissora se mudou para  Bonn. Lá são produzidos os programas de rádio, enquanto a produção televisiva é principalmente feita em Berlim. A DW.COM, o portal jornalístico da Deutsche Welle, é elaborado tanto em Bonn quanto em Berlim e oferece conteúdo em 30 línguas.

## História
A Deutsche Welle GmbH foi fundada em agosto de 1924,  como uma associação de todas as emissoras radiofônicas regionais, com sede em Berlim. Mas essa associação nada teve a ver com a "Deutsche Welle" fundada em 1953. A história dessa nova emissora começou em 3 de maio de 1953, quando foi levada ao ar uma transmissão radiofônica, em ondas curtas, dirigida a cidadãos alemães em todo o mundo. A mensagem – "aos queridos compatriotas em todo o mundo" – fora gravada pessoalmente pelo então presidente da Alemanha, Theodor Heuss. Poucas semanas mais tarde, em 11 de junho de 1953, foi assinado um contrato entre membros da rede pública ARD para a criação da programação conjunta em ondas curtas, sob o nome "Deutsche Welle". Primeiramente, ela ficou sob responsabilidade do Nordwestdeutscher Rundfunk (NWDR) e, mais tarde, do Westdeutscher Rundfunk (WDR) em Colônia, cujo diretor geral assumiu também o comando da Deutsche Welle. Um ano depois, tiveram início as transmissões radiofônicas em inglês, francês, espanhol e português.
Em 1960, foi aprovada uma lei transformando a Deutsche Welle em uma instituição radiofônica autônoma com sede em Colônia (Lei Federal de 29 de novembro de 1960). No entanto, dois anos depois, em 7 de junho de 1962, a DW voltou a fazer parte do corpo de emissoras da ARD. Em 1962, a programação foi ampliada e passou a ser transmitida em persa, turco, russo, polonês, tcheco, eslovaco, húngaro, sérvio e croata. Em 1963, seguiram indonésio, búlgaro, romeno e esloveno, além dos idiomas africanos suaíli e hauçá. Nesse mesmo ano, a Deutsche Welle produziu pela primeira vez cópias de filmes para televisão. A programação foi ampliada outras duas vezes, em 1964 e 1970, passando a oferecer conteúdo também em grego, italiano, hindi e urdu, depois em pachto e dari. Em 1980, foi inaugurada uma nova sede de transmissão em Colônia.
Com a reunificação da Alemanha em 1990, a Radio Berlin International (RBI), encarregada da transmissão de conteúdos em línguas estrangeiras na antiga República Democrática Alemã (RDA), deixou de existir e muitas de suas tarefas foram incorporadas pela Deutsche Welle. No dia 1º de abril de 1992, foi ao ar, em Berlim, a primeira transmissão televisiva da Deutsche Welle (DW-TV) em alemão e em inglês. O novo programa, transmitido via satélite, foi logo ampliado para espanhol e albanês. Com a reestruturação do sistema público de televisão na Alemanha, que determinou a incorporação da emissora de rádio DeutschlandFunk pela DeutschlandRadio, a Deutsche Welle incorporou também alguns dos programas em língua estrangeira da extinta emissora. Um ano depois, em 1994, a DW tornou-se a primeira emissora pública alemã com presença na internet. No final dos anos 1990, a emissora abandonou as emissões em português, em ondas curtas, para o Brasil. Em 2014 abandonou as ondas curtas do serviço em português para a África. Desde então, aposta na retransmissão por rádios parceiras e pela internet.
A programação foi ampliada mais uma vez em 2000, passando a incluir ucraniano. Em 2001, foi criada a German TV, uma seleção com o melhor da programação dos canais públicos de TV alemães, disponível apenas em canais pagos de TV dos Estados Unidos. Em junho de 2003, a Deutsche Welle se mudou para Bonn, em razão de problemas com a estrutura de amianto da antiga sede, em Colônia. Os custos com a mudança foram avaliados em mais de 15 milhões de euros.[carece de fontes?]

### Atualidade
A partir dos anos 1990, a Deutsche Welle sofreu cortes drásticos de orçamento e pessoal. Desde 1994, o quadro de funcionários foi reduzido de 2,2 mil para 1,2 mil empregados. Entre 2000 e 2004, o orçamento foi reduzido em cerca de 75 milhões de euros. Não há previsão de suspensão dos cortes, o que torna provável a necessidade de um programa de reestruturação da empresa. Recentemente, o Parlamento Alemão (Bundestag) aprovou uma lei que transforma a Deutsche Welle em uma empresa trimídia: diferentemente de outras emissoras públicas alemãs, na Deutsche Welle, a oferta de conteúdo on-line foi equiparada aos departamentos de rádio e TV.[carece de fontes?]
A DW.COM está disponível em 30 idiomas, com ênfase em alemão, inglês, espanhol, português para o Brasil, português para África, russo e chinês. Em janeiro de 2005, foi inaugurado o serviço em árabe.
A DW em português para África transmite diariamente dois programas de 20 minutos (de segunda -feira a sexta-feira). O destaque é a atualidade política e económica. O programa se dirige principalmente ao continente africano e é transmitido por Internet e satélite. Também existem várias estações parceiras da DW que retransmitem o programa em FM em emissoras locais, dentre as quais a Rádio Bombolom FM na Guiné-Bissau, a Rádio Capital (Rádio Trans Mundial - Trans World Radio) e a Rádio Alfa e Omega, ambas de Maputo, e a Rádio Encontro de Nampula, Moçambique.